# The Two Jakes
The Two Jakes er en amerikansk film noir fra 1990 instrueret af Jack Nicholson. Filmen er en efterfølger af Chinatown

## Medvirkende
- Jack Nicholson – Jake Gittes
- Harvey Keitel – Julius "Jake" Berman